# 木下優
木下 優（きのした ゆう、1972年10月27日- ）は、日本の元タレント。夫は元サッカー選手の小林弘記。
所属事務所はオフィス・レオ→トヨタオフィス→スターダストプロモーション→オフィスレオ→ブロードアベニュー。

## 来歴
12歳からモデルの仕事をしており、1990年代にグラビアアイドルとして活躍。日本テレビ系列のバラエティ番組『スーパージョッキー』では熱湯四姉妹のメンバーとして何度も熱湯に入る。ドラマ『お天気お姉さん』（テレビ朝日系）などにも出演し、『モモコクラブ』での桃組出席番号は2739番。また、人材派遣会社グッドウィル・グループ（現 プロンプトホールディングス）の新規登録スタッフ向けの教育ビデオに出演。2006年、入籍を期に芸能界を引退。

## 人物
- 趣味：犬の散歩
- 特技：資格取得

## エピソード
- 『スーパージョッキー』にレギュラー出演していた頃、びっくりしたなぁーMOW!のコーナーによく参加していたが、毎回のようにガダルカナル・タカによる身体に触る（特に胸とお尻）などのセクハラ行為を受けていた。これにおいては、母親から「タカさんには気を付けて!」と言われていたという。
- 六本木の飲食店で「ももか」という源氏名で働いていたと報じられた[2]。
- 『やるヌキッ!』のモッコリバカ一代を見たリアクションは、とにかく笑っていた[3]。

## 主な出演作品

### テレビ

#### バラエティー・情報番組
- モモコクラブ（TBS）
- NEWSもぎたて朝一番（フジテレビ・1994年）
- パンドラ御殿（テレビ埼玉）
- スーパージョッキー（日本テレビ）
- やるヌキッ!（テレビ東京）

#### テレビドラマ
- お天気お姉さん（1997年、テレビ朝日）- 河合みち子 役
- オマタかおる（1997年、テレビ朝日）- あゆみ 役
- 月曜ドラマスペシャル 早乙女千春の添乗報告書6（1998年、TBS）- 有馬佳恵 役
- シネマカクテル サンライズ・サンセット（1999年、関西テレビ、第6話）

### CM
- パックインビデオ『魔女たちの眠り』（1995年）

### オリジナルビデオ
- 美乳大作戦 メスパイ（1997年2月1日、東映ビデオ）
- 学園怪談（1997年7月25日、ジャパンホームビデオ）
- めちゃプリ ミニパトレディ 制服の下の秘密（1997年9月25日、松竹）
- 危険をかう男（2002年9月13日、ケイエスエス）
- 龍神 LEGENDARY DRAGON（2004年12月11日、クリエイト21）

### ゲーム
- 湾岸デッドヒート（1995年12月15日、パック・イン・ビデオ、セガサターン）
- プラドルDISC データ編 Vol.1 木下優（1996年7月26日、サダソフト、セガサターン）

## 作品

### 写真集
- X LOVE PRINCESS（1995年・コダック）撮影：アリゾナ五郎
- ユウ‐ファイル（1996年5月、風雅書房）
- FRUITY!（1997年2月、ポニーキャニオン）
- Happening（1997年3月、音楽専科社）
- With You（1998年4月、ぶんか社）
- as soon as（1999年4月24日・TIS）撮影：渡辺達生
- Re‐Bone（2001年7月、バウハウス）撮影：清水清太郎・宮澤正明
- BOND PHOTOBOOK 1（2002年9月、大洋図書）

### イメージビデオ
- 優Kiss（1995年6月、笠倉出版社）
- YOU・GOT・IT（1996年6月、明文社）
- 木下優 With（1998年4月、ぶんか社）

### イメージDVD
- 木下優 FRUITY!（1997年3月21日、ポニーキャニオン）
- 木下優 recollections（2001年7月、日本メディアサプライ）
- Re-Born（2001年7月25日、徳間ジャパンコミュニケーションズ）
- Setan manis－小悪魔－（2005年6月22日、ビーエムドットスリー）
- Lady U（2005年10月21日、ジェネオン エンタテインメント）
- 木下優 「BOND」60min（大洋図書）
- 夢縛MERMAID（2006年2月7日、アウトビジョン）

### 雑誌
- デラべっぴん No.119（1995年10月号、英知出版）表紙

- GOKIGEN Vol.3（1995年11月9日）

### コンテスト歴
- 1988年 第2回全日本国民的美少女コンテスト
- 1990年 第1回日本美人大賞
- 1991年 第3回東宝シンデレラ
- 1991年 ミスハイスクールユニフォーム準グランプリ
- 1993年 アイアイクイーンコンテストグランプリ